# پر اسکارشون
پر اسکارشون (سوئدی: Per Oscarsson; ۲۸ ژانویهٔ ۱۹۲۷ – ۳۱ دسامبر ۲۰۱۰) بازیگر، فیلم‌نامه‌نویس، تهیه‌کننده و کارگردان اهل سوئد بود. وی بین سال‌های ۱۹۴۴ تا ۲۰۱۰ میلادی فعالیت می‌کرد.
از فیلم‌هایی که وی در آن نقش داشته‌است، می‌توان به داگنی، برادران شیردل، چه کسی مرگ او را دید؟، دختری که با آتش بازی کرد، گرسنگی، هری و سونیا و دختری که به لانه زنبور لگد زد اشاره کرد.